# 72 Feronia
Feronia /fɛˈroʊniə/ (định danh hành tinh vi hình: 72 Feronia) là một tiểu hành tinh khá lớn và tối, ở vành đai chính. Nó là tiểu hành tinh đầu tiên do Christian. H. F. Peters phát hiện ngày 29 tháng 5 năm 1861 từ trường Đại học Hamilton, New York. Ban đầu người ta nghĩ rằng Peters chỉ đơn thuần nhìn thấy tiểu hành tinh 66 Maja đã được biết đến, nhưng Truman.H. Safford cho thấy đó là một thiên thể mới. Safford đặt tên nó theo Feronia, nữ thần sinh sản trong thần thoại La Mã.